# Мішелін Бернардіні
Мішлен Бернардіні (фр. Micheline Bernardini; (1 грудня 1927 , Кольмар ) — французька танцюристка стриптизу в Казино де Парі, яка 5 липня 1946 року продемонструвала публіці роздільний купальник, сконструйований дизайнером Луї Реаром, який був названий бікіні, за мотивами того, що відбулося за чотири дні до показу першого випробування американського ядерної зброї на атолі Бікіні.

## Прем'єра бікіні
Дизайнер Луї Реар не зміг знайти моделі, готової публічно продемонструвати на подіумі придуманий ним роздільний купальник, надзвичайно відвертий для того часу, який оголював живіт і більшу частину сідниць. Тому для демонстрації він найняв Бернардіні, 18-річну стриптизерку, яка танцювала в Казино де Парі. Показ відбувся у популярному для парижан громадському басейні «Молітор». На наступній за показом пресконференції, він розповів, представляючи свій проєкт, що на купальник пішло лише 30 квадратних дюймів (194 см²) тканини. Цей розмір був порівняний з розміром газетної фотографії, а в газеті в нього під рукою була фотографія ядерного вибуху на атолі Бікіні. Тому новому купальнику Реар вигадав назву «бікіні», додавши, що сподівається на те, що ефект, здійснений купальником, буде порівняний із силою атомного вибуху.
Світлини Бернардіні та статті про захід широко розійшлися в пресі. Купальник бікіні справді став хітом, особливо серед чоловіків. Бернардіні отримала понад 50 000 листів від шанувальників.

## Подальше життя
Пізніше Мішелін Бернардіні переїхала до Австралії. Вона з'явилася з 1948 по 1958 рік у ряді рев'ю в Театрі Тіволі, в Мельбурні. Кадри її модельної зовнішності в 1946 році були показані в епізоді реаліті-шоу Love Lust під назвою «Бікіні» в 2011 році.
Мішлен Бернардіні в 1986 році, у 58-річному віці, позувала в бікіні фотографу Пітеру Тернлі.